# Alexander Pschill
Alexander Pschill (* 13. června 1970 Vídeň) je rakouský herec.
Je svobodný a nyní bydlí ve Vídni, kde také pracuje. Odmala chtěl být hercem. Hereckou konzervatoř vystudoval v Seattlu v USA. Poprvé se v televizi objevil hned po absolvování herecké školy v roce 1993 ve filmu Petera Patzaka 1945. O tři roky dříve se objevil v italském filmu Tempation. V roce 1994 se objevil poprvé v seriálu Komisař Rex v díle Stopy po smrti. Jedná se o 2. díl z druhé série. Tehdy v něm ztvárnil roli automechanika Seidela. O 8 roků později se v tomto seriálu objevil jako hlavní postava Marca Hoffmanna, člena Mordparty. V roce 2001 dostal cenu Romy za objev roku.